# مؤسسة البترول الوطنية الصينية
مؤسسة البترول الوطنية الصينية (بالإنجليزية: China National Petroleum Corporation)‏ هي أكبر شركة متكاملة للطاقة في جمهورية الصين الشعبية مملوكة لدولة الصين يقع مقرها في منطقة دونغتشنغ، بكين.